# Sint-Rochuskapel (Kamp)
De Sint-Rochuskapel is een betreedbare kapel aan Op de Kamp 14 in de buurtschap Kamp, gelegen tussen Aijen en Well.
De kapel werd gesticht in 1715 door Derck Daemen. De kapel werd in 1945 zwaar beschadigd maar in 1959 werd ze weer herbouwd.
De kapel heeft een driezijdig gesloten koor en een zadeldak waarop zich een dakruiter bevindt. Hierin hangt een klokje, in 1722 gegoten door Peter Fuchs. In de kapel bevindt zich een houten galerij met leuning. Deze is in late Lodewijk XVI-stijl. Afkomstig uit de kerk van Schin op Geul is een barok altaarretabel (ongeveer 1700) en een 17e-eeuws Sint-Rochusbeeld.